# كلمنس فون برنتانو
كلمنس فون برنتانو (بالألمانية: Clemens Von Brentano)، هو روائي وشاعر ألماني. ولد برنتانو عام 1778 في مدينة أيرنبر أيتشتاين على نهر الراين، ومات عام 1842 في مدينة أشافنبورغ. كانت والدته واسمها ماكسيميليانا لاروش صديقةً لجوته. ودرس برنتانو العلوم القانونية والفلسفة ثم تعرف على أخيم فون أرنيم في عام 1801 في مدينة غوتينغن. واشترك معه في إصدار مجموعة أغنيات بعنوان (الصبي ذو القرن العجيب). وقد عاش برنتانو حياة غير مستقرة ويعتبر أكثر الشعراء تمسكاً بالموسيقى في نهاية عصر الرومانسية.

## أعماله
- جودفي أو صورة الأم المتحجرة «Godwi oder Das steinerne Bild der Mutter. Ein verwilderter Roman von Maria»
- قصة كاسبرل الشجاع وأنرل الجميلة «Geschichte von braven Kasperl und dem schoenen Annerl»
- قصائد (صدرت عام 1854 في مجموعة أعماله التي صدرت من 1852 حتى 1855).

## روابط خارجية
- كلمنس فون برنتانو على موقع IMDb (الإنجليزية)
- كلمنس فون برنتانو على موقع الموسوعة البريطانية (الإنجليزية)
- كلمنس فون برنتانو على موقع ميوزك برينز (الإنجليزية)
- كلمنس فون برنتانو على موقع ديسكوغز (الإنجليزية)
- كلمنس فون برنتانو على موقع كينوبويسك (الروسية)